# 教育課程論
教育課程論（きょういくかていろん）とは、教育学において、教育課程のあり方やそれに関連する問題を取り扱う分野のことである。

## 概要
教育課程論においては、教育課程の編成原理や、教育課程の評価方法などの問題について、実証・考察を行う。類似の概念としては、「カリキュラム論」がある。
また、日本の大学において、教育職員免許法に基づく「教職に関する科目」の1つとして、教育課程論という名称の授業科目が設定される場合がある。